# Dána
Dána je sanskrtské a pálíjské slovo, znamenající štědrost nebo dobročinnost. V buddhismu je jednou ze základních Dokonalostí a prostředkem, jak potlačit vrozenou lidskou chamtivost a egoismus. Jako u všech prospěšných (i neprospěšných) činů ovšem i zde rozhoduje vznešený a nesobecký úmysl, nikoli jen pouhý skutek sám. V tradičních buddhistických zemích se vztahuje zejména na darování jídla a rouch mnichům. V těchto zemích je také běžné, že děkuje nejen obdarovaný ale i dávající, protože mu obdarovaný poskytl příležitost vykonat záslužný čin.
Tvoří také jednu ze tří částí často používané formulky „dána, síla, bhávaná“, která ve zkratce vyjadřuje praktický aspekt buddhismu (dobročinnost, mravnost a pěstování mysli), a spolu s nimi patří mezi deset Záslužných činů (puňňa kirija vatthu).
(pozn.: pojmy jsou uváděny v pálí, není-li uvedeno jinak)